# Терч, Филип
Филип Терч (Filip Terč; 30 марта 1844 года, Чехия — 28 октября 1917 года, Марибор, Словения) — австрийский врач чешского происхождения.
Признаётся за «отца современной апитерапии» — как первый, проведший клинические испытания пчелиного яда.
День его рождения 30 марта отмечается как Всемирный день апитерапии (World Apitherapy Day, с 2006 года — по инициативе некоммерческой организации Bees for Life — World Apitherapy Network Inc.).
Родился в небольшой деревне Prapořiště в Чехии (входившей тогда в состав Австрийской империи), жил и работал в Мариборе в Словении (тогда — в составе Австро-Венгрии).
Врач и пчеловод, он стал известен как ревматолог и апитерапевт.
Согласно архивным записям, фамилия их семьи прежде была Tertsch.
Учился медицине в Вене. В 1875 году обосновался в Мариборе, где спустя три года возглавил отделение организации пчеловодов.
Терч страдал от ревматизма, и хотя сам являлся врачом, помочь себе не мог. Прочувствовав улучшение своего самочувствия после случайных пчелоужалений, он внимательно отнёсся к сообщению российского профессора М. И. Лукомского об их лечебной пользе.
Спустя более десяти лет он прибёг к ним в своей практике для лечения тяжёлого заболевания у одной из пациенток — с невралгией и глухотой, до того считавшейся безнадёжной, однако пчелоужаления привели к её выздоровлению.
На протяжении следующих десяти лет он продолжил наблюдения и эксперименты с пчелоужалениями, и в 1889 году представил свои результаты в Венском университете. Однако аудиторией они были восприняты так враждебно, что Терч даже был вынужден спасаться бегством, опасаясь заключения в психиатрическую больницу. Годом ранее — в 1888 году — он также представил свои результаты в медицинском журнале «Wiener medizinische Presse». В своём «Report About a Peculiar Connection Between the Bee Stings and Rheumatism» он сообщал, что на протяжении четверти века лечил около 500 больных ревматизмом — без осложнений и с продолжительным положительным эффектом для большинства.
На медицинской конференции 11 февраля 1904 года Терч предложил признать апитоксинотерапию в медицине.
В 1910 году издал книгу по апитерапии.
Могила его находится в Мариборе, Словения.
Сын его, Рудольф, стал известным офтальмологом и также применял пчелоужаления, также и внук.